# Déchaumage
Cet article court présente un sujet plus développé dans : Déchaumeuse.

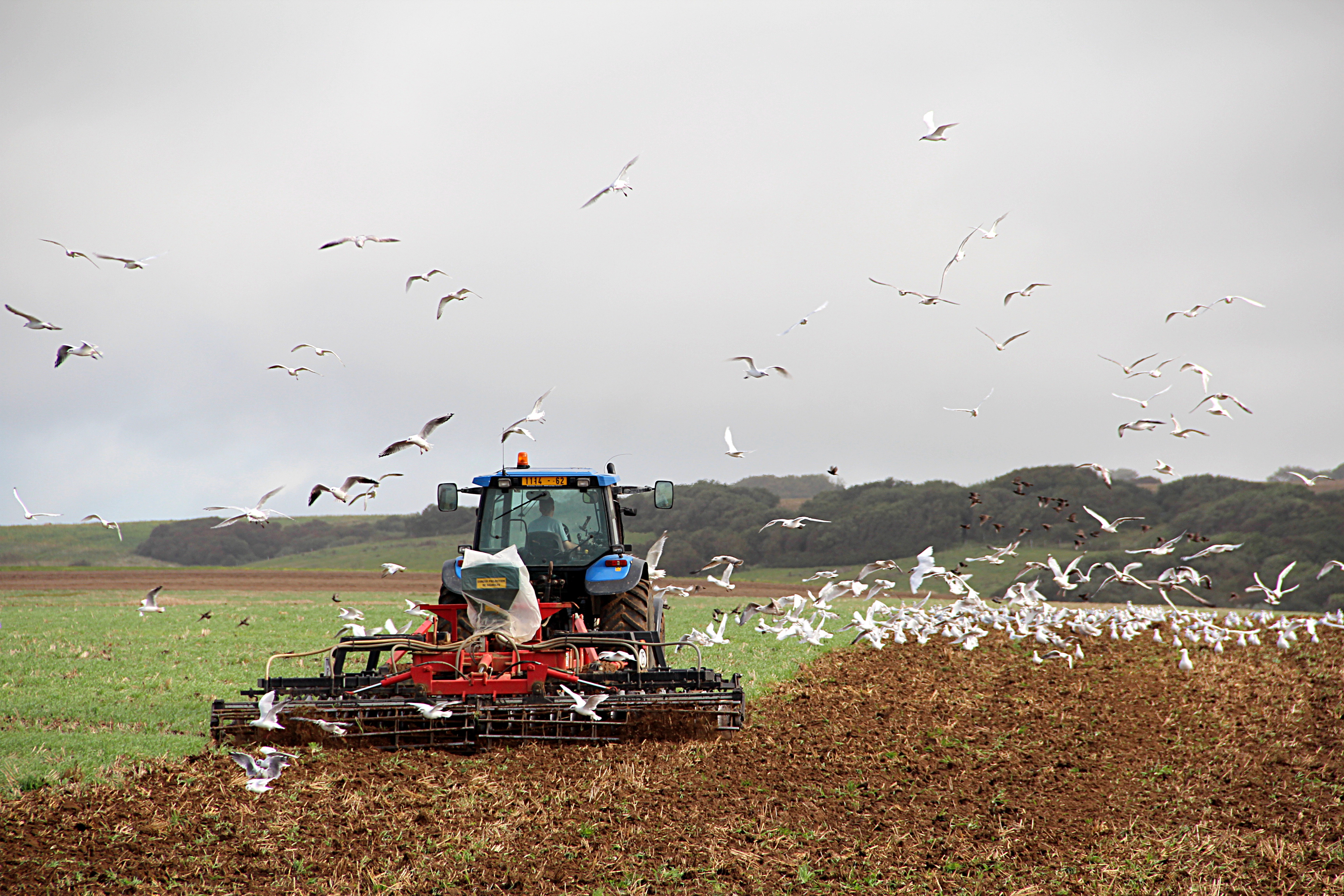
Déchaumage au cultivateur dans un champ d'Audresselles (Pas-de-Calais), avec l'inconvénient d'exposer les vers de terre à l'air libre, et à leurs prédateurs (ici : goélands qui se sont adaptés à cette ressource)

En agriculture, le déchaumage est une technique culturale consistant en un travail superficiel du sol destiné à enfouir les chaumes et résidus de culture afin de favoriser leur décomposition. Le déchaumage se pratique à l'aide d'un déchaumeur, instrument aratoire de divers types, à disque ou à dents. 
Il intervient après la récolte et le broyage éventuel des chaumes ou résidus, et avant les labours profonds ou les façons destinées au semis (pseudo-labour ou méthodes simplifiées).

## Utilité

### Gestion des adventices
On l'utilise principalement pour contrôler les adventices jugées indésirables pour la culture suivante parce qu'elles sont concurrentes. Il permet notamment de faire germer les graines des adventices (mauvaises herbes) qui seront détruites lors d'un second passage, ou lors du travail du sol à l'occasion de la prochaine culture implantée (technique du faux semis).

### Gestion des pesticides
Des pesticides épandus sur d'épais résidus de culture risquent de ne pas atteindre leurs cibles ou de ne les atteindre que partiellement. En agriculture dite "conventionnelle", le déchaumage peut faciliter l'accès au sol des pesticides, par exemple pour détruire les adventices, mais paradoxalement il favorise ces mêmes adventices en exposant leurs graines à la lumière et en facilitant leur germination (85% des adventices subissent une levée de dormance quand on les expose, même brièvement à la lumière). Or plusieurs espèces sont devenues multi-résistantes aux désherbants totaux ; elles sont parfois dites "super-mauvaises herbes".

### Gestion des limaces, taupins, et mulots
Le déchaumage limite le développement d'animaux dits "ravageurs" tels que limaces, taupins (et parfois des mulots) qui profitent des chaumes, notamment en l'absence de prédateurs des limaces (carabes, certains oiseaux, hérissons, etc.).

### Gestion des pailles
Le mélange des pailles (riches en carbone) avec la terre accélère leur décomposition (en automne, surtout ; en été, la vie des décomposeurs est freinée par le manque d'humidité), améliore le taux de levée des graines semées pour la culture suivante (contact sol-graine amélioré).

### Restauration du taux de matière organique
La décomposition des résidus de culture dans le sol favorise les micro-organismes du sol si ce dernier n'a pas été tassé, et s'il est encore humide (ce qui est souvent le cas juste après la récolte en début d'été), mais en protégeant moins le sol superficiel des effets de la pluie et des UV.

### Nivellement du sol, émiettement
C'est l'un des moyens d'entretenir un sol nivelé, et de périodiquement émietter le sol, deux aspects qui facilitent le semis au semoir. En contexte de culture sans labour, il permet de continuer à utiliser un semoir classique .

## Inconvénients
Il nécessite un ou deux passages d'engins supplémentaires (source de tassement et de consommation de carburants). S'il est trop profond (> 5 à 7 cm) il peut contribuer à déshydrater le sol (sur sol caillouteux, selon des tests faits en Bourgogne, deux déchaumages superficiels enfouissent mieux les pailles qu’un seul déchaumage profond). Trop utilisé, il peut contribuer à une minéralisation excessive ou trop rapide de l'azote piégé dans les résidus végétaux. Il peut aussi exacerber la battance du sol qui sera moins protégé du soleil et de la pluie. 

## Évolutions
Face à la dégradation des sols (tassement, perte de matière organique, érosion, salinisation) induite par l'agriculture industrielle, une tendance est à l'agriculture sans labour et à la restauration de sols vivants (riches en vers de terre notamment). Le machinisme agricole s'est adapté en produisant des herses de déchaumage légères, conçues pour bien répartir les pailles et autres résidus en touchant le moins possible au sol. C'est la pédofaune, nourrie par cette matière organique, qui sera chargée de fragmenter le sol et d'incorporer les résidus au sol superficiel et profond.